# (21915) Lavins
(21915) Lavins (1999 VE35) – planetoida z pasa głównego asteroid okrążająca Słońce w ciągu 4,01 lat w średniej odległości 2,52 j.a. Odkryta 3 listopada 1999 roku.